# سودرتلیه
شهر سودرتلیه (به سوئدی: Södertälje)
()
در ناحیه شهری سودرتلیه در کشور سوئد واقع شده‌است. جمعیت این شهر 238,309 نفر است.